# Colonia Juárez, Ocoyoacac
Colonia Juárez, även Los Chirinos, är en ort i kommunen Ocoyoacac i delstaten Mexiko i Mexiko. Samhället hade 1 401 invånare vid folkräkningen år 2020.